# P/2012 C3 (PANSTARRS)
P/2012 C3 (PANSTARRS) — одна з короткоперіодичних комет сім'ї Юпітера. Ця комета була відкрита 15 лютого 2012 року; вона мала 21.6m на час відкриття.